# Toru Kaburagi
Toru Kaburagi (Ibaraki, 18 april 1976) is een voormalig Japans voetballer.

## Carrière
Toru Kaburagi speelde tussen 1999 en 2002 voor FC Tokyo en Albirex Niigata.

## Statistieken
| Japan   | Japan           | Japan       | League | League | Emperor's Cup | Emperor's Cup | J-League Cup | J-League Cup | Totaal | Totaal |
| Seizoen | Club            | League      | Wed.   | Goals  | Wed.          | Goals         | Wed.         | Goals        | Wed.   | Goals  |
| ------- | --------------- | ----------- | ------ | ------ | ------------- | ------------- | ------------ | ------------ | ------ | ------ |
| 1999    | FC Tokyo        | J. League 2 | 30     | 3      | 3             | 0             | 6            | 3            | 39     | 6      |
| 2000    | FC Tokyo        | J. League 1 | 7      | 0      | 1             | 0             | 0            | 0            | 8      | 0      |
| 2001    | FC Tokyo        | J. League 1 | 9      | 1      | 0             | 0             | 1            | 0            | 10     | 1      |
| 2002    | Albirex Niigata | J. League 2 | 5      | 0      | 0             | 0             | -            | -            | 5      | 0      |
| Totaal  | Totaal          | Totaal      | 51     | 4      | 4             | 0             | 7            | 3            | 62     | 7      |